# Lucien Gaudin
Lucien Gaudin (n. 27 septembrie 1886, Arras, communauté urbaine d'Arras⁠(d), Franța – d. 23 septembrie 1934, Paris, Île-de-France, Franța) a fost un scrimer francez, laureat cu patru medalii de aur olimpice, inclusiv trei la aceeași ediție, Amsterdam 1928, două pe spadă și altul pe floretă, când avea 41 de ani.

## Carieră
Lucien Gaudin s-a născut în 1886 la Arras, în nordul Franței, într-o familie militară. S-a apucat de scrima la vârsta de 12 ani, practicând și echitația, ciclismul, natația și tenisul în paralel. Câteva ani mai târziu, familia sa s-a mutat la Neuilly-sur-Seine, lângă Paris. O rivalitate cu căpitanul secției de scrimă din gimnaziu său l-a decis să se intensifice antrenament, astfel încât a câștigat campionatul național școlar.
În anul 1905, la vârsta de 19 ani, a câștigat „Săptămâna internațională a spadei”, care ținea loc de campionatul mondial în momentul respectiv. Era, atunci, considerat ca cel mai bun spadasin în lumea. Totuși, nu a fost selecționat la Jocurile Olimpice de vară din 1908, fiind preferați experimentații Gaston Alibert și Alexandre Lippmann. Patru ani mai târziu, a fost numit căpitan al echipei naționale, dar în ultimul moment Federația Franceză de Scrimă și-a retras echipele din Jocurile Olimpice din 1912, pentru a protesta împotriva unor modificări regulamentului. 
Olimpiada din 1916 a fost planificată să se desfășoare în Berlin, dar nu a avut loc din cauza primului Război Mondial, o perioadă în cursul căreia Gaudin a servit la Regimentul 22 Artilerie. Și-a reluat pregătirea în anul 1918, devenind repede o vedetă în Franța. În anul următor a fost numit hors classe (în afara clasei) de Federația franceză, ceea ce înseamnă că era calificat din oficiu la toate competițiile, inclusiv Jocurile Olimpice, și a devenit căpitan echipelor de floretă și de spadă.

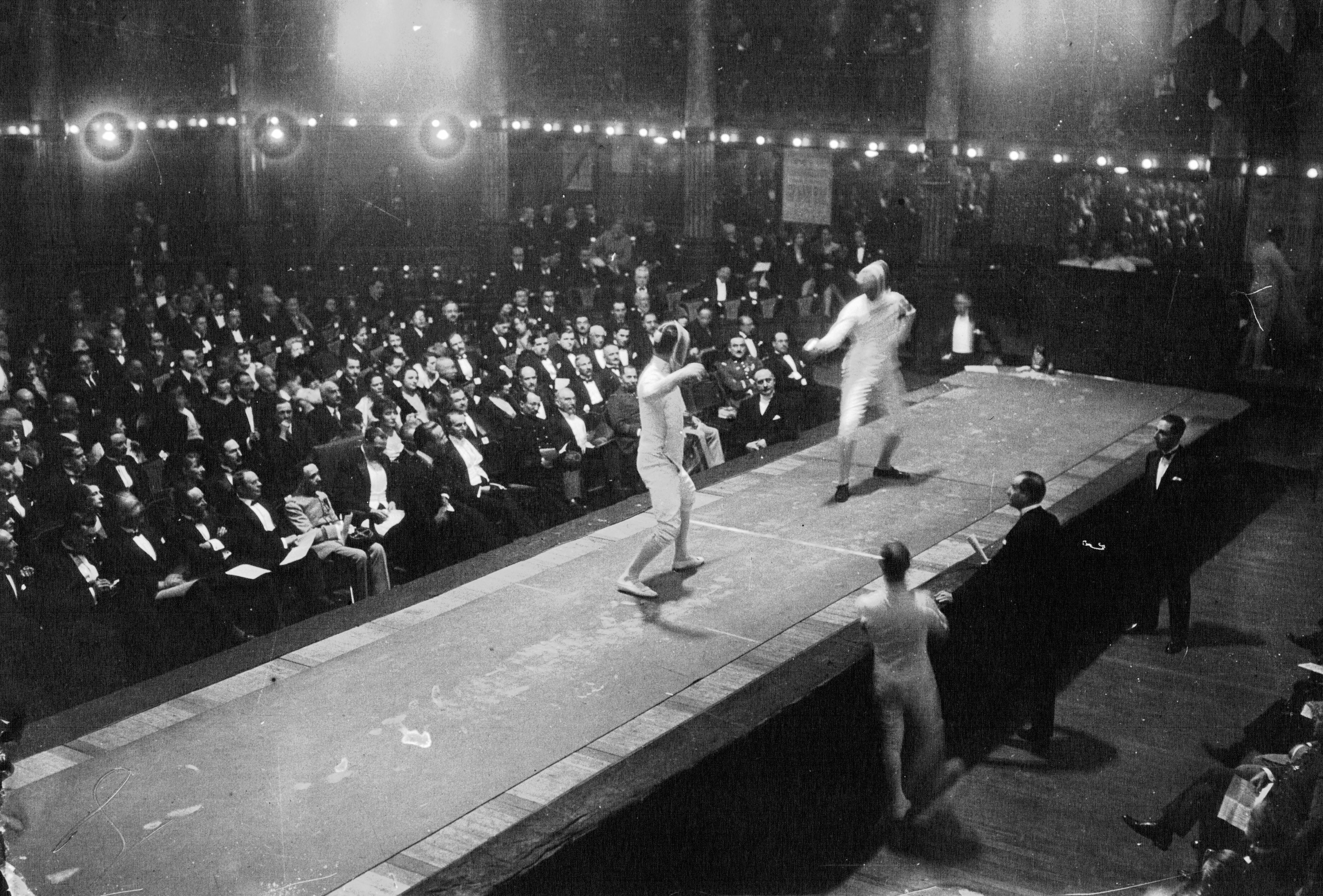
Lucien Gaudin îl confruntă pe Georges Tainturier la sala Wagram în anul 1927

A participat la Jocurile Olimpice pentru prima dată la Anvers 1920. Accidentat la picior de un trăgător american, a fost învins de italianul Aldo Nadi în ultimul meci la floretă pe echipe, Franța având să se mulțumească cu medalia de argint. Gaudin a trebuit să se retragă din restul competiției. În anul următor, a participat la prima ediție „Campionatului European” organizat de Federația Internațională de Scrimă pentru toți federații afiliate, care, în majoritatea lor, erau din Europa. Spada a fost unica probă. În absența scrimerilor italieni, Lucien Gaudin a câștigat medalia de aur fără să piardă nici un asalt. Și-a luat revanșa în fața lui Nadi pe 30 ianuarie 1922, la un meci de prezentare la Circul de iarnă din Paris, la care au asistat 7000 de spectatori.
La Paris 1924, Gaudin a cucerit prima sa medalie de aur olimpică la proba de floretă pe echipe, după ce a dat ultima tușă în fața italianului Aldo Boni. Atins de dureri la mâna armată, a trebuit din nou să se retrage din floretă individual, dar a participat la spadă pe echipe două zile mai târziu, cucerind o secundă medalie de aur pe echipe, din nou la o tușă. Nu a putut participa la spadă individual.
La Amsterdam 1928, Franța a pierdut cu Italia la proba de floretă și s-a rămas cu medalia de argint, după ce Gaudin a pierdut asaltul său cu italianul Giulio Gaudini. A ajuns în faza finală la floretă individual, dar a fost lovit neintenționat cu pomoul de germanul Erwin Casmir și a fost făcut KO. Reanimat cu aspirină, coniac și masaje, s-a calificat pentru barajul final și a cucerit primul său titlu olimpic la individual, la vârsta de 41 de ani. S-a retras de oboseală din proba de spadă pe echipe, dar a câștigat un secund titlu la floretă individual cu opt victorii și o egalitate în faza de grupe finală și cu trei victorie din trei asalturi în barajul final. La întoarcerea la Gara de Nord din Paris, a fost aclamat de mulțime ca un erou. La scurt timp, a fost recompensat cu Legiunea de Onoare în grad de ofițer și a avut o statuie de ceară la Muzeul Grevin.
A decis să pună punct carierei în februarie 1934, reluându-se activitatea de bancher. Șapte luni mai târziu, confruntat cu dificultăți financiare, s-a sinucis cu barbiturice. Printre cei prezenți la înmormântarea lui au fost președintele al FIFA Jules Rimet, creatorul Turului Franței Henri Desgrange și boxerul francez Georges Carpentier.

## Legături externe
- en Lucien Gaudin la Olympedia.org